# Sébastien Corchia
Sébastien Corchia (* 1. November 1990 in Noisy-le-Sec) ist ein französischer Fußballspieler. Der Außenverteidiger steht seit Juli 2023 beim SC Amiens unter Vertrag.

## Karriere

### Verein
Der nahe Paris geborene Corchia begann 1996 seine Karriere bei Stade Olympique aus Rosny-sous-Bois und wechselte zwei Jahre später zum größeren Verein Villemomble Sports, der ebenfalls in der Nähe beheimatet war. 2003 wurde er eingeladen, am Training im Centre technique national Fernand-Sastre – oft kurz Clairefontaine genannt –, dem nationalen Leistungszentrum des französischen Fußballverbandes, teilzunehmen. Er trainierte dort drei Jahre lang und spielte am Wochenende zunächst für den Amateurverein AS Bondy und später auch für Paris Saint-Germain.
2006 wechselte er schließlich zum Le Mans FC; der Verein hieß damals noch Le Mans UC 72. Dort unterschrieb Corchia zunächst einen Juniorenvertrag, kam aber in der Saison 2007/08 in 17 Partien für die zweite Mannschaft von Le Mans im Championnat de France Amateur zum Einsatz. Am 24. Spieltag der Saison 2008/09 kam er schließlich zu seinem ersten Einsatz in der Ligue 1: Bei der 1:2-Niederlage gegen OGC Nizza spielte er von Beginn an bis zu seiner Auswechslung beim Stand von 1:0. Bis zum Ende der Saison kam er auf insgesamt neun Einsätze. Im Mai 2009 unterschrieb er seinen ersten Profivertrag. In der Saison 2009/10 war Corchia Stammspieler auf der Position des rechten Außenverteidigers und stand in 35 Ligapartien auf dem Feld. Beim 2:1-Erfolg über den Valenciennes am 12. Dezember 2009 erzielte er seinen ersten Treffer in der Ligue 1. Am Saisonende stieg er mit dem Verein in die Ligue 2 ab. Er blieb ein weiteres Jahr in Le Mans und absolvierte in der Saison 2010/11 36 Zweitligaspiele, in denen er ein Tor erzielte. Die Mannschaft verpasste zwar den direkten Wiederaufstieg, erreichte in dieser Spielzeit aber das Viertelfinale der Coupe de France. Zum Spieljahr 2011/12 wechselte Corchia zum FC Sochaux und damit zurück in die Ligue 1. Er unterschrieb beim Fünften der abgelaufenen Saison einen Vierjahresvertrag.
Er kam in Sochaux auch zu seinen ersten Einsätzen im Europapokal, jedoch beschränkten sich diese auf die beiden eher mäßig erfolgreichen Playoff-Spiele gegen Metalist Charkiw. Einem 0:0 in der Ukraine folgte eine 0:4-Heimniederlage. Corchias Zeit beim eng mit dem Automobilhersteller Peugeot verbundenen Verein im Osten Frankreichs war geprägt von Platzierungen im unteren Bereich der Ligue 1, auch in den beiden nationalen Pokalwettbewerben schied man immer recht früh aus. Im dritten Jahr seiner Vereinszugehörigkeit stieg Corchia mit Sochaux schließlich aus der Erstklassigkeit ab. Nach insgesamt 98 Ligaspielen und vier Toren für den Werksklub zog Corchia im Sommer 2014 weiter zum OSC Lille in den äußersten Norden des Landes. Mit dem Vorjahresdritten kam er auch wieder zu Pflichtspieleinsätzen außerhalb der französischen Landesgrenzen: In der Champions-League-Qualifikation wurde die Hürde Grasshopper Club Zürich zwar recht souverän gemeistert – den Führungstreffer im Hinspiel erzielte Corchia –, in den Playoffs verlor Lille jedoch beide Spiele gegen den FC Porto, sodass man mit der Europa League Vorlieb nehmen musste. Hier schied Lille bereits in der Gruppenphase aus, gegen den FC Everton, den VfL Wolfsburg und den russischen Vertreter FK Krasnodar blieb der OSC sieglos. In der Liga belegte man den achten Platz, Corchia spielte 31 der 38 Ligaspiele, erzielte dabei ein Tor und wurde zweimal des Feldes verwiesen. In der Folgesaison, also 2015/16, erreichte Corchia mit dem OSC den fünften Platz in der Liga, im wichtigeren der beiden nationalen Pokalwettbewerbe, dem Coupe de France de football, scheiterte man im Elfmeterschießen am Viertligisten aus dem Städtchen Trélissac. Im weniger beachteten Coupe de la Ligue wurde das Finale erreicht und ging mit 1:2 gegen Paris Saint-Germain verloren. Die persönliche Bilanz Corchias belief sich in jener Ligasaison auf 33 Einsätze und zwei Tore. Die Saison 2016/17 begann mit dem Ausscheiden in der Europa-League-Qualifikation gegen den aserbaidschanischen Vertreter FK Qäbälä. Mäßig erfolgreich verlief auch die Saison in der Liga, mit Platz elf verbuchte der OSC die schlechteste Platzierung seit 2003. Corchia spielte alle 38 Ligaspiele, erzielte ein Tor, brach schließlich nach drei Jahren in Lille seine Zelte dort ab und wanderte nach Spanien aus.
Im Juni 2017 unterschrieb er beim FC Sevilla einen bis 2021 datierten Vertrag. Bei den Andalusiern konnte sich Corchia – auch verletzungsbedingt – nicht durchsetzen. So kam er in der Liga auf lediglich zwölf Einsätze. In der Copa del Rey sowie in der UEFA Champions League spielte Corchia insgesamt achtmal. In der Primera División belegte der FC Sevilla den siebten Platz, während man in der Champions League gegen den FC Bayern München ausschied. In der Copa del Rey erreichte der Verein das Finale und verlor mit 0:5 gegen den FC Barcelona. Im August 2018 wechselte Corchia leihweise nach Portugal zu Benfica Lissabon, kehrte jedoch nach Saisonende und wiederum verletzungsbedingt wenigen Einsätzen zunächst nach Sevilla zurück, um bereits nach kurzer Zeit an den Ligakonkurrenten Espanyol Barcelona weiterverliehen zu werden. Für Barcelona bestritt Corchia drei Spiele in der Liga sowie vier in der Europa League. Seit Mitte Dezember 2019 fiel er infolge einer Knieverletzung aus.
Mit Ablauf der Saison 2019/20 war er zunächst ohne Vertrag. Erst Anfang Oktober 2020 erhielt er beim französischen Verein FC Nantes einen Vertrag mit einer Laufzeit bis zum Ende der Saison 2022/23. Nach Ablauf dieses Vertrages schloss er sich dem SC Amiens an.

### Nationalmannschaft
Corchia hatte bereits einige Partien für die französische U-17- und U-18-Nationalmannschaft gespielt, als er 2008 in der U-19-Auswahl debütierte. Er qualifizierte sich mit dem Team für die U-19-Europameisterschaft 2009 in der Ukraine, bei der er in allen vier Partien eingesetzt wurde und im Halbfinale gegen England ausschied.
Am 8. September 2009 spielte er erstmals in der französischen U-21-Nationalmannschaft. Er wurde insgesamt 15-mal eingesetzt, wobei er zwei Treffer erzielte. Darunter waren auch fünf Partien in der Qualifikation für die U-21-Europameisterschaft 2011 in Dänemark, in der man an der Ukraine und Belgien scheiterte.
Im November 2016 kam Corchia in einem Freundschaftsspiel gegen die Elfenbeinküste zu einem 21-minütigen Einsatz in der französischen A-Nationalmannschaft.

## Erfolge
Benfica Lissabon
- Portugiesischer Meister: 2019

FC Nantes
- Französischer Pokalsieger: 2022

## Privates
Corchia, Sohn einer italienischen Mutter und eines französischen Vaters, besitzt sowohl die französische als auch die italienische Staatsbürgerschaft und spricht neben Französisch auch Italienisch.